# Basic Element (Band)
Basic Element ist eine erfolgreiche schwedische Musikband des Genres Eurodance. Die Gruppe stammt aus Malmö und bestand ursprünglich aus Peter Thelenius, Keyboarder Cesar Zamini und Sängerin Zetma Prenbo. Derzeit besteht sie aus Peter Thelenius, Mathias Olofson, Jonas Wesslander und Andrea Myra.

## Geschichte
Peter Thelenius und Cesar Zamini gründeten die Gruppe 1992 und starteten mit Zetma als Sängerin. 1993 wurde der Plattenvertrag mit EMI Records abgeschlossen und ihre erste Single „Move Me“ veröffentlicht. Es folgte 1994 der in Schweden große Hit „The Promise Man“. Der Musikstil wechselte im Laufe der Zeit weg vom anfänglichen Hip-Hop, in dem Thelenius überwiegend die Rolle eines Rappers eingenommen hatte.
1995 schied Zetma Prenbo, als sie schwanger wurde, aus der Band und man ersetzte sie durch Saunet Sparrell. Das neue Album „The Ultimate Ride“ wurde veröffentlicht. 1995 waren Peter und Cesar geteilter Meinung über die Zukunft der Band und Cesar verließ sie. Es folgte das dritte Album „Star Tracks“ und man besann sich auf das Musikgenre Disco. Die Band nahm darauf eine Pause und Thelenius veröffentlichte 1997 ein Solo-Album namens „Peter“. 1998 kam Basic Element mit einem neuen Album zurück mit dem Original-Euro-Dance-Sound mit Marie Fredriksson (nicht zu verwechseln mit der Sängerin von Roxette) als neuer Stimme.
Ab 1999 nahm die Band eine erneute Pause, kam aber 2005 mit einer Neuauflage ihres alten Hits „This must be a dream“ von 1995 zurück, mit Mathias Olofson als neues Mitglied der Band. Im Februar 2006 erschien eine neue Single mit dem Namen „Raise the Gain“ und mit einem etwas anderen Sound. Am 7. Februar 2007 veröffentlichte Basic Element ihr Comeback-Album „The Empire Strikes Back“. 2007 wird Marie Fredriksson durch Andrea Myra als Sängerin ersetzt.
In Deutschland bekannte Songs sind unter anderem „To You“, „Feelings“ und „The Bitch“.

## Diskografie

### Alben
| Jahr | Titel                   | Höchstplatzierung, Gesamtwochen, AuszeichnungChartplatzierungen (Jahr, Titel, Platzierungen, Wochen, Auszeichnungen, Anmerkungen) | Höchstplatzierung, Gesamtwochen, AuszeichnungChartplatzierungen (Jahr, Titel, Platzierungen, Wochen, Auszeichnungen, Anmerkungen) | Anmerkungen |
| Jahr | Titel                   | SE | FI | Anmerkungen |
| ---- | ----------------------- | --- | --- | ----------- |
| 1994 | Basic Injection         | SE5 (13 Wo.)SE | — |             |
| 1995 | The Ultimate Ride       | SE10 (10 Wo.)SE | — |             |
| 1996 | Star Tracks             | SE40 (1 Wo.)SE | FI20 (6 Wo.)FI |             |
| 1998 | The Earthquake          | — | FI18 (6 Wo.)FI |             |
| 2007 | The Empire Strikes Back | — | FI20 (2 Wo.)FI |             |

grau schraffiert: keine Chartdaten aus diesem Jahr verfügbar
Weitere Alben
- 2008: The Truth

### Singles
| Jahr | Titel Album                                     | Höchstplatzierung, Gesamtwochen, AuszeichnungChartplatzierungen (Jahr, Titel, Album, Platzierungen, Wochen, Auszeichnungen, Anmerkungen) | Höchstplatzierung, Gesamtwochen, AuszeichnungChartplatzierungen (Jahr, Titel, Album, Platzierungen, Wochen, Auszeichnungen, Anmerkungen) | Höchstplatzierung, Gesamtwochen, AuszeichnungChartplatzierungen (Jahr, Titel, Album, Platzierungen, Wochen, Auszeichnungen, Anmerkungen) | Anmerkungen |
| Jahr | Titel Album                                     | UK | SE | FI | Anmerkungen |
| ---- | ----------------------------------------------- | --- | --- | --- | ----------- |
| 1993 | The Promise Man Basic Injection                 | — | SE3 (16 Wo.)SE | — |             |
| 1994 | Touch Basic Injection                           | UK92 (1 Wo.)UK | SE3 (11 Wo.)SE | — |             |
| 1994 | Leave It Behind Basic Injection                 | — | SE11 (7 Wo.)SE | — |             |
| 1995 | The Ride The Ultimate Ride                      | — | SE2 (12 Wo.)SE | — |             |
| 1995 | The Fiddle The Ultimate Ride                    | — | SE5 (10 Wo.)SE | — |             |
| 1995 | This Must Be a Dream The Ultimate Ride          | — | SE10 (10 Wo.)SE | — |             |
| 1995 | Queen of Love The Ultimate Ride                 | — | SE27 (4 Wo.)SE | FI13 (1 Wo.)FI |             |
| 1996 | Shame Star Tracks                               | — | SE23 (7 Wo.)SE | FI8 (4 Wo.)FI |             |
| 1996 | Rule Your World Star Tracks                     | — | — | FI10 (2 Wo.)FI |             |
| 1998 | Rok the World The Earthquake                    | — | SE13 (6 Wo.)SE | — |             |
| 2005 | This Must Be a Dream 2005                       | — | SE7 (9 Wo.)SE | — |             |
| 2006 | Raise the Gain The Empire Strikes Back          | — | SE35 (3 Wo.)SE | — |             |
| 2006 | I’ll Never Let You Know The Empire Strikes Back | — | SE5 (8 Wo.)SE | FI7 (2 Wo.)FI |             |
| 2008 | Touch You Right Now The Truth                   | — | SE10 (21 Wo.)SE | — |             |

grau schraffiert: keine Chartdaten aus diesem Jahr verfügbar
Weitere Singles
- 1993: Move Me
- 1996: Take Me Up
- 1996: Heaven Can’t Wait
- 1998: Love 4 Real
- 1998: Earthquake
- 2007: To You
- 2008: Feelings
- 2009: The Bitch
- 2009: Not With You (feat. Camilla Brinck)
- 2010: Got You Screaming
- 2011: Turn Me On
- 2012: Shades (feat. Max C)
- 2014: Someone Out There (feat. Taz)
- 2016: Good to You (feat. Dr. Alban)
- 2021: I'll Never Let You Know (with Lion)
- 2022: Life Is Now (with Dr. Alban, Waldo’s People feat. Elyze Ryd)